# Мархинино
Мархинино — деревня в Череповецком районе Вологодской области.
Входит в состав Яргомжского сельского поселения, с точки зрения административно-территориального деления — в Яргомжский сельсовет.
Расстояние по автодороге до районного центра Череповца — 27 км, до центра муниципального образования Ботово — 13 км. Ближайшие населённые пункты — Колкач, Гаврино, Останино.
По переписи 2002 года население — 17 человек.